# Scotopteryx petrogenes
Scotopteryx petrogenes är en fjärilsart som beskrevs av Louis Beethoven Prout 1922. Scotopteryx petrogenes ingår i släktet backmätare, och familjen mätare. Inga underarter finns listade.